# Aveiro
Aveiro je grad i općina sa 80 954 stanovnika u sjeverozapadnom Portugalu u okrugu Aveiro čije je upravno središte.
Aveiro je prvi put dokumentiran 959. u oporuci grofice Mumadone Dias, a u 13. st. dobio je status vile.
Najveće znamenitosti grada su isusovački (danas regionalni muzej) i karmelićanski samostan.